# Сале (Пиемонт)
Вижте пояснителната страница за други значения на Сале.
Са̀ле (на италиански: Sale; на пиемонтски: Sal, Сал) е малко градче и община в Северна Италия, провинция Алесандрия, регион Пиемонт. Разположено е на 83 m надморска височина. Населението на общината е 4297 души (към 2010 г.).